# Capannori
Capannori es una localidad italiana y un municipio de la provincia de Lucca, región de Toscana, con 45.570 habitantes.

## Evolución demográfica
| Gráfica de evolución demográfica de Capannori entre 1861 y 2001 |
|                                                                 |
| Fuente ISTAT - Elaboración gráfica por parte de Wikipedia       |